# 多米英雄援救武装
《119特警隊》，是2008年4月5日至2009年3月28日在东京电视网毎週六8：00 - 8：30（日本标准时间）播出，由爱知电视台、Takara Tomy和松竹製作的特摄电视剧。

## 故事大綱
在2008年，世界各地发生很多超出人类常识的「超灾害」，皆由試圖毁灭地球的邪惡组织「地球改造會」（ネオテーラ）所發動，为此世界消防厅成立了「援救武裝隊」，於水深火熱之中拚命救助災民，並爆裂的鎮壓一切超災害。

## 登場人物

### 世界消防廳
簡稱UFDA，為國際性救援組織，以鎮壓超越一般消防部隊所能肩負之超災害並從中救助災民為其宗旨，除了本作中出現的「援救武裝隊」以外，UFDA於續作《多米英雄烈火拯救队》中再創立之另一支援救部隊「烈火拯救隊」為其兄弟部隊。

#### 援救武裝隊
轟 輝／ R1
本作主角，第二代R1，第39集短暫代理隊長職務，19歳。
大結局後唯一留任之第二代隊員。
陣雷 響助／ R2
第二代R2，21歲。
大結局時離任並於一般消防隊服役。
香月 禮／ R3
第二代R3，24歲。
專精於格鬥術，戰鬥力只僅次於R5。
大結局時轉任UFDA教官。
白木 壽里／ R4
第二代R4，20歲。
專精於急救護理，同時擔任核心救護車主管。
大結局時轉任南部總司令之助理。
石黑 銳二／ R5
援救武裝隊隊長，代號R5，30歲。
跟其他4人不同的是他是第一代成員，亦是第一代成員當中輩份及年紀最小。
平常都會留守鳳凰號基地進行指揮，甚少需親臨事故現場實戰。

#### 其他成員
刑部  零次／ R0
世界消防廳的總監，代號R0。
於本作中為劇場版限定角色，其後於續作《多米英雄烈火拯救队》中升格為重要配角兼任烈火拯救隊總司令。
南部 奈津乃／ R4
第一代R4，現為援救武裝隊的總司令，英文名為Nancy（但只限於非值勤時間才可使用此稱呼），代號RU。
有在事發現場夾雜英語溝通之習慣。
岡村 尚美／ R3
第1代R3，現為系統開發部長。
神崎 律子
技術開發局的主任。
佐伯 文治
援救戰車維修部總工程師，絕大部分戰車皆由他所帶領開發及進行維護工作。
於續作《多米英雄烈火拯救队》中同時開發及維護烈火拯救隊戰車。
神谷／ R2
第一代R2，現為靜香村消防署署長。

## 地球改造會

### 三大幹部
馬爾

沙恩

希卡

### 首領
達恩
地球改造會的創辦者，真實身分為於十年前一次救援任務中失蹤的第1任援救武裝隊隊長暨第一代R1大淵。
馬恩／巴達
於達恩死後接任成為地球改造會的首領，自稱是達恩死前建造的人工智慧，實際上是已經存在於地球上數千年之久的奈米電腦。

## 救援車輛
鳳凰號變型救援基地
援救武裝隊的行動基地。平常為堡壘模式。
出動時會轉變成飛行模式，後來基於核心衝鋒車MAX服役，故此增設了大迴環發車道模式讓核心衝鋒車MAX得以發車。
災難監視器
世界消防廳於外太空設置的大型人造衛星。

### 大型救援車輛
超級先鋒號
R1專用的大型灑水車救援車，全長25公尺，高6公尺，全寬7公尺，可攜帶四輛小型救援車趕赴現場，其終極救援為車體兩旁水砲噴出冷凍水能力的「水底加農砲」，超級先鋒號還可以與中型救援車一起執行合體（Hyper Up），以獲取更多力量，也可與超級救援號合體形成了超級合體機器人（Rescue Max，レスキューマックス）或與終極救援號合體形成了終極合體機器人（Super Rescue Max，スーパーレスキューマックス），其中機動衝鋒車MAX是機器人的頭部，在與巴達的最終決戰中被摧毀，並於一個月後重建。
於續作《多米英雄烈火拯救队》中因烈火拯救隊車隊短缺而暫借予烈火3號駕駛，後來再借予烈火1號駕駛，但亦與坦克蟹炎獸的戰鬥中再告摧毀，後續再度重建後由R1駕駛，重建後的性能獲得升級，並於歐洲打敗了再次出現的坦克蟹炎獸。
超級救援號
R2專用的大型全地型裝甲救援車，全長14公尺，高6公尺，全寬9公尺，終極救援為「閃光加農砲」（フラッシュキャノン）。
超級潛行號
超級救援號的後繼機體，119特警隊時期為R2專用的大型裝甲救援車。
於續作《多米英雄烈火拯救队》中由R5駕駛。
零式火焰輸送車
R5專用的大型運輸救援車，電影版中由R0駕駛。
可利用頂部之大型水炮攻擊敵人。

### 中型救援車輛
援救雲梯車
方便進行高空作業而開發之中型戰車，可與超級先鋒號合體為「雲梯先鋒號」或與超級救生號合體之為「雲梯救生號」。
其終極救援為雲梯頂上兩支水砲向更高目標物噴出冷凍水能力的「雲梯噴射」。
援救挖土機
方便進行挖掘作業而開發之中型戰車，可與超級先鋒號合體為「挖土先鋒號」或與超級救生號合體之為「挖土救生號」。
其終極救援為雲梯頂上兩支水砲向更高目標物噴出冷凍水能力的「雲梯噴射」。
援救鑽頭機
方便進行地底鑽探及搜救作業而開發之中型戰車，可與超級先鋒號合體為「鑽頭先鋒號」或與超級救生號合體之為「鑽頭救生號」。
其終極救援為前方兩支鑽頭全速迴轉並向目標高速飛撞的「鑽頭衝刺」。
於續作《多米英雄烈火拯救队》中援救鑽頭機曾被邪火軍團製作鑽頭炎獸大鬧城市，其後烈火1號成功走入駕駛室並喚回了援救鑽頭機的意識脫離鑽頭炎獸軀體，後來與駕駛著超級先鋒號的烈火3號合體為「鑽頭先鋒號」並使出「鑽頭衝刺」鎮壓了鑽頭炎獸。
援救渦輪車
方便進行高空作業而開發之中型戰車，可與超級先鋒號合體為「渦輪先鋒號」或與超級救生號合體之為「渦輪救生號」。
其終極救援為雲梯頂上兩支水砲向更高目標物噴出冷凍水能力的「雲梯噴射」。
援救清運車
方便進行高空作業而開發之中型戰車，可與超級先鋒號合體為「清運先鋒號」或與超級救生號合體之為「清運救生號」。
其終極救援為雲梯頂上兩支水砲向更高目標物噴出冷凍水能力的「雲梯噴射」。
援救拖吊車
方便進行高空作業而開發之中型戰車，可與超級先鋒號合體為「拖吊先鋒號」或與超級救生號合體之為「拖吊救生號」。
其終極救援為雲梯頂上兩支水砲向更高目標物噴出冷凍水能力的「雲梯噴射」。

### 小型救援車輛
核心衝鋒車
R1專用之小型車輛。
核心衝鋒車MAX
R1可強化變身為MAX模式後專用之小型車輛，為核心衝鋒車之升級版。
核心救護車
R4專用之小型車輛。
波動偵測機
搭載於超級先鋒號。
能量偵測機
搭載於超級先鋒號。
核心救援車
R2專用之小型車輛。
核心搜救車
R3專用之小型車輛。
核心衝鋒車CAPTAIN
R5專用之小型車輛，劇場版附屬之微電影限定。
核心衝鋒車FIRE
R0專用之小型車輛，劇場版限定。

## 劇場版
劇場版名為《119特警隊 爆裂MOVIE 拯救超音速列車！》（日語：トミカヒーロー レスキューフォース 爆裂MOVIE マッハトレインをレスキューせよ!），2008年12月20日於日本上映，故事講述受到地球改造會煽惑的真殿博士騎劫了環繞世界行走的超音速列車，導致列車失控暴走，並且即將引發史上最嚴重的大災難，援救武裝隊必須竭盡所能阻止大災難發生，徹底粉碎地球改造會的陰謀。

## 續作
- 《多米英雄烈火拯救队》